# Punta de s'Orenol
La punta de s'Orenol és un cap de la costa meridional de l'illa de Mallorca on la línia de la costa canvia l'orientació sud a nord per la sud-oest a nord-est. Es troba al municipi de Llucmajor. Està situada a la costa de la urbanització de Son Verí Nou. És una punta de marès de denominació pròpia de mariners, tot i que la coneix qualque pescador de canya. El mot "orenol" fa referència a una espècie de peix, anomenat també orenola i orenyola, pertanyent a l'ordre dels beloniformes i a la família dels exocètids o peixos voladors. En alguns mapes i d'altres documents figura com a punta de s'Oranol i com a punta de s'Arenal, en aquest darrer cas potser per homonimització, ja que l'orenol no és un peix conegut entre els profans en la pesca i aquesta punta és molt propera a la població de s'Arenal.